# Sophus Marstrand
Sophus Vilhelm Marstrand (født 12. maj 1860 på Frederiksberg, død 26. maj 1946 i København) var en dansk arkitekt.
Marstrands forældre var værkstøjsfabrikant Theodor Christian Marstrand – en bror til maleren Wilhelm Marstrand – og Anna Henriette Mathilde født Jansen Tiaden. Han blev tømrersvend og kom på Det tekniske Selskabs Skole i København, hvorfra han fik afgang som husbygnings-eksaminand, og blev dernæst uddannet arkitekt på Kunstakademiet fra oktober 1879 til januar 1887. Han konkurrerede forgæves både 1892 til guldmedaljen og 1893 til de Neuhausenske Præmier. I 1885 foretog han en udenlandsrejse.
Han var bygningsinspektør for Valby i Københavns Kommune 1908-1930. Marstrand har kun bygget få værker ved siden af sin embedsgerning. Hans største arbejde er Aagaard Frimenighedskirke i Øster Starup (1887). I København tegnede han et for- og baghus til familiemedlemmet, bagermester Jacob Marstrands forretning, Købmagergade 19 (1895-96) og bygningen Pilestræde 51/Klareboderne 5 (1900, nu Gyldendal) samt Pilestræde 56-58 (1903, nedrevet). Bygningerne er præget af historicismens dekorative behandling af murstensfacader, men viser også en begyndende nationalromantisk indstilling. Da han blev bygningsinspektør, var det hans slægtning Jacob Marstrand, som ansatte ham i sin egenskab af teknikborgmester. Det kan udlægges som nepotisme.
I slutningen af 1890'erne, da arkitekten Anton Rosen og maleren Henrik Schouboe tegnede et projekt til flytning af Rundetårn mod øst, fremkom Marstrand med et alternativ, der gik ud på først at flytte tårnet, nedrive et fag af Trinitatis Kirke og derefter flytte Rundetårn tilbage op mod en ny kirkegavl. Ingen af forslagene blev som bekendt til noget.
Sophus Marstrand er begravet på Assistens Kirkegård.
Sophus var svoger til grundtvigianer og sognepræst Georg Frederik Mygind.